# Tetradactylus seps
Tetradactylus seps — ящірка з роду Tetradactylus підродини Gerrhosaurinae родини Геррозаврів.

## Опис
Загальна довжина разом із хвостом досягає 20 см. Спина має темно—коричневий або оливково—коричневий колір. Спостерігається невелика редукція кінцівок. Втім це єдиний вид роду Tetradactylus, який має 5 пальців.

## Спосіб життя
Полюбляє гірські схили, галявини лісів. Ховається у купи хмизу, чагарниках, серед гнилих стовбурів дерев. Живиться комахами та іншими дрібними безхребетними.
Це яйцекладні ящірки. Самиця відкладає 1—2 яйця у гниле дерево або у купу опалого листя.

## Розповсюдження
Південь Африки, в деяких випадках зустрічається й на сході континенту.